# 1A
1A es el segundo álbum de estudio del cantautor chileno Leo Quinteros, lanzado en 2004 bajo el sello independiente Cápsula Discos.

## Lista de canciones
Todas las canciones escritas y compuestas por Leo Quinteros. 
| 1A  |                          |          |  |
| N.º | Título                   | Duración |  |
| 1.  | «Gente desconocida»      |          |  |
| 2.  | «Tu show»                |          |  |
| 3.  | «Inundándonos»           |          |  |
| 4.  | «Tráfico»                |          |  |
| 5.  | «Fumadores»              |          |  |
| 6.  | «Nadie lo sabe bien»     |          |  |
| 7.  | «Pies en la tierra»      |          |  |
| 8.  | «Carmen»                 |          |  |
| 9.  | «No soy yo»              |          |  |
| 10. | «La marca oficial»       |          |  |
| 11. | «En vez de nadar, beber» |          |  |
| 12. | «Querer ser feliz»       |          |  |

## Créditos
Intérpretes
- Leo Quinteros: voz, guitarra, bajo, teclado y samplers.
- Alejandro Gómez: guitarra eléctrica (músico invitado).
- Cristián Sotomayor: batería y programaciones (músico invitado).